# Cywarch
Cywarch (també conegut com Aber-Cywarch o Aber Cywarch) és un lloc al capdavant de Cwm Cywarch al Eryri, a Gwynedd, Gal·les. Diversos rierols travessen la zona, unint-se per formar Afon Cywarch, un afluent del riu Dyfi.
La zona és íntegrament agrícola, basada en la ramaderia ovina, amb una mica de turisme generat pels paisatges i els camins de muntanya. Fins a finals del segle XIX hi va haver treballs de plom que van donar lloc a un poble miner i obres. Queda una oficina d'una empresa minera, s'han incorporat edificis miners a finques locals i queden alguns moviments de terra, el poble, però, ja no existeix. Hi ha un cartell explicatiu en un nou aparcament prop del final de la via pública.
Abans de l'explotació minera, la zona estava aïllada i durant el segle XVI va ser la llar d'una banda de proscrits coneguda com Cochion Cywarch (Els vermells de Cywarch), que s'anomenava així pel color dels cabells del seu líder. El "Brigand's Inn" a Mallwyd porta el seu nom.